# Arboretum w Czarncy
Arboretum w Czarncy – arboretum zostało stworzone w 1963 r. z inicjatywy Mariana Chudzińskiego, ówczesnego pracownika Okręgowego Zarządu Lasów Państwowych w Radomiu. Zajmuje ono część terenu dawnego folwarku Czarnieckich we wsi Czarnca. W czasach Hetmana był on starannie utrzymany, w okresie późniejszym podupadał. Do czasów współczesnych zachowały się jedynie fundamenty niektórych budynków; ostatnie zabudowanie – spichlerz – istniał jeszcze po I wojnie światowej.